# Музей архітектури імені Олександра Щусєва
Держа́вний науко́во-до́слідний музе́й архітекту́ри і́мені Щу́сєва — музейний заклад в Москві, що спеціалізується на дослідженні національних архітектурних пам'яток минулого й супутніх з архітектурою проблем.

## Історія

### Заснування
Музей засновано у 1934 р., коли в Москві повним ходом пішли роботи з реконструкції історичного центру, розширенню його вулиць, повної руйнації багатьох історичних будівель, навіть якщо вони не заважали транспортному руху. Лише частина будівель пересувалась на нові ділянки з добудовами чи пристосуванням до нових, незвичних відносно первісних вимог.

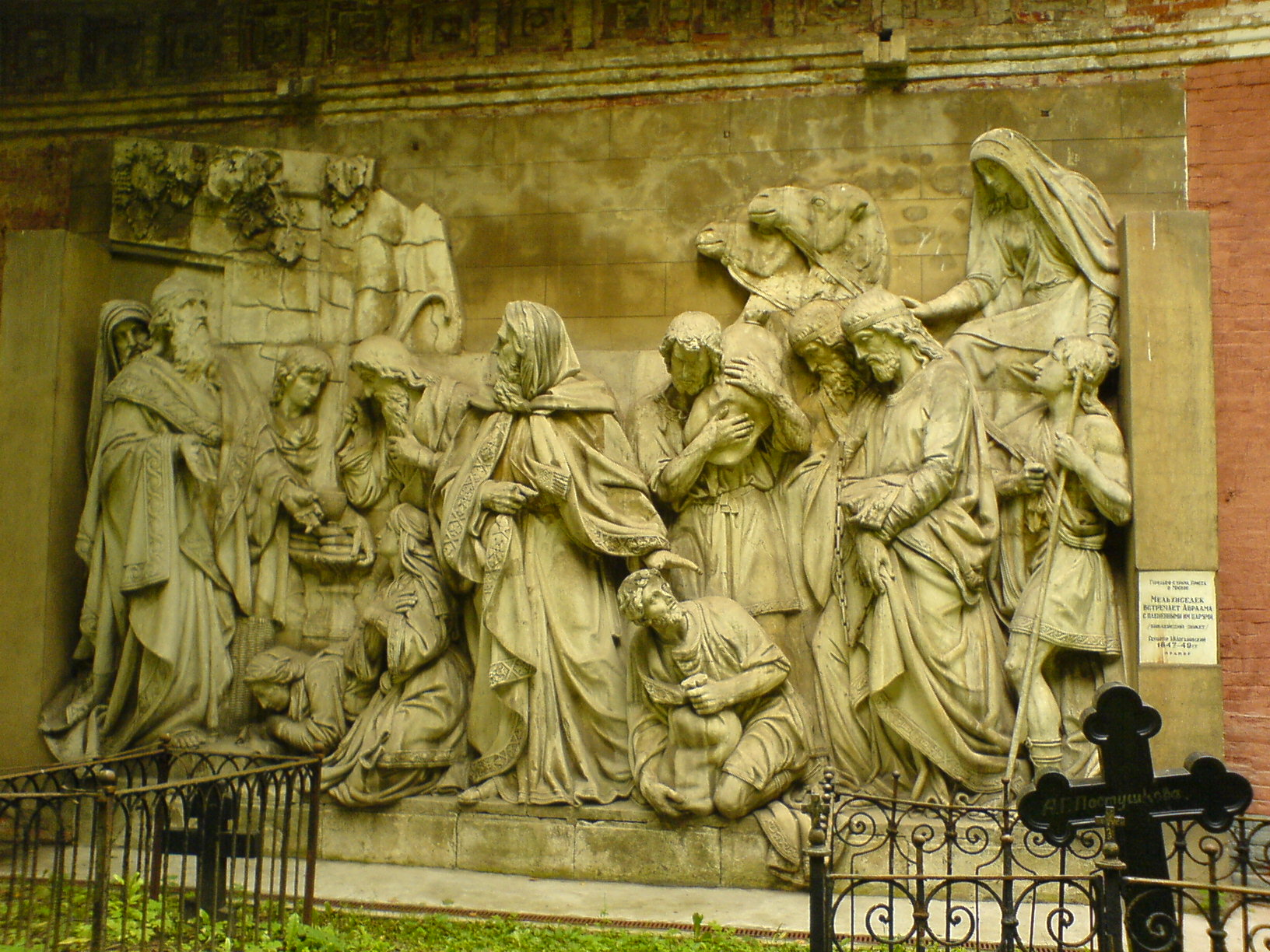
Рештки первісних рельєфів, зняті зі зруйнованих стін храму Христа Спасителя на цвинтарі Донського монастиря, на 2006 рік.

Музей та науково-дослідний центр мали дуже обмежене право на втручання в реальну ситуацію з реконструкцією історичного центру чи в збереження цінних архітектурних ансамблів. Часто участь музею закінчувалась обмірами та фотофіксаціями призначених до руйниції пам'яток чи перенесенням до своїх фондів фрагментів чи деталей особливо вартісних споруд (декоративні скульптури, зразки стародавньої цегли тощо.) Саме тут зберігали чавунні скульптури і деталі, зняті з порушеної Триумфальної арки 19 століття та зруйнованого храму Христа Спасителя.

### Два приміщення за СРСР

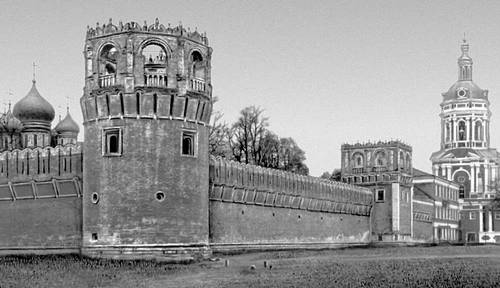
Архівне фото Донського монастиря

За СРСР музею віддали під розташування його колекцій два приміщення — 
- міську садибу дворян Тализіних
- Донський монастир.

Пристосування Донського монастиря під музей архітектури і було прикладом надання історичному об'єктові незвичних функцій попри його первіснє призначення. На цвинтарі Донського монастиря, наприклад, розмістили чавунні скульптури Триумфальної арки, а в соборі зберігали рештки дерев'яної моделі незбудованого Баженовим кремлівського палацу кінця 18 століття.

### Колекції і відділи

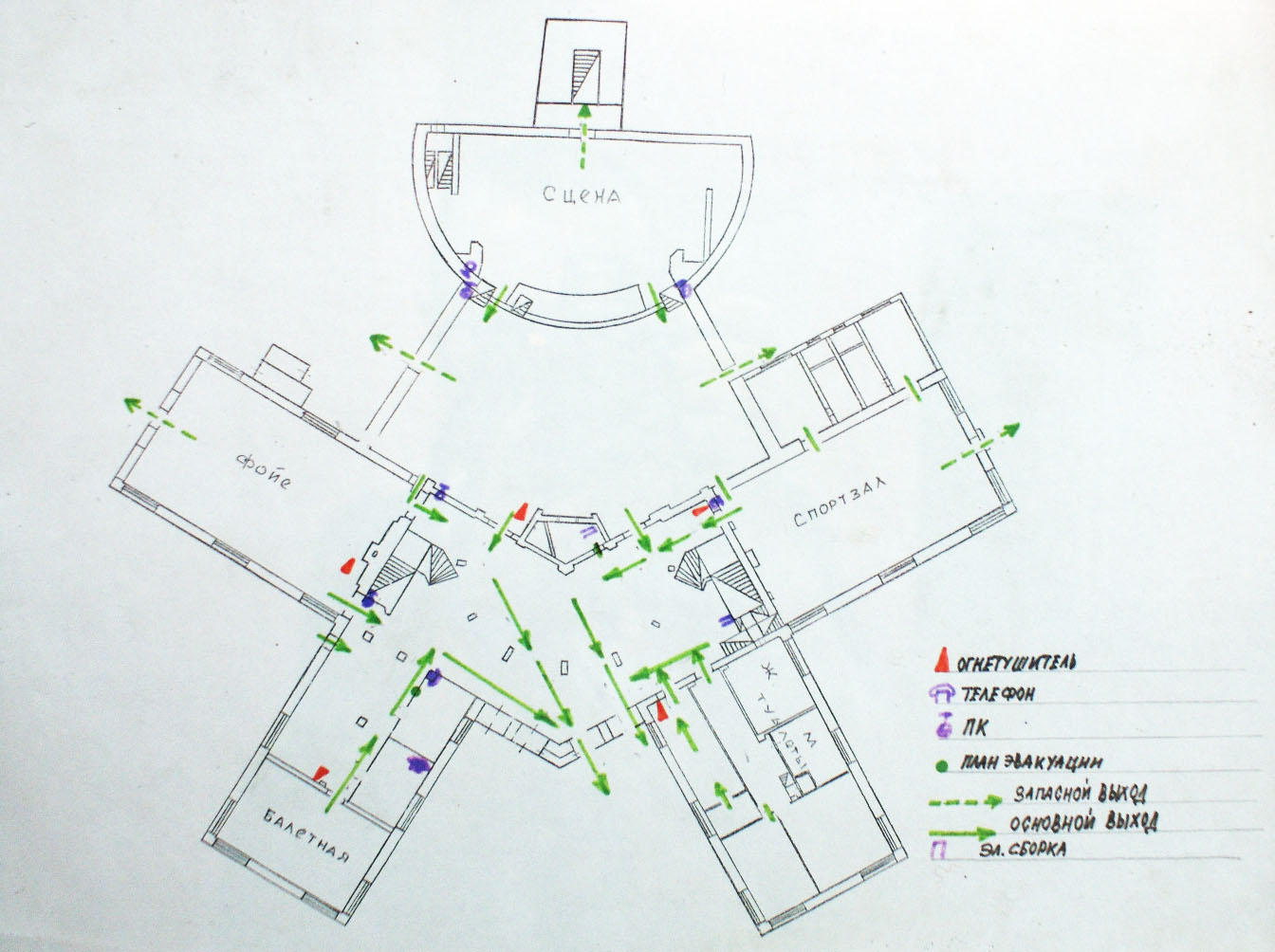
План 1-го поверху Палацу культури, Дульово.

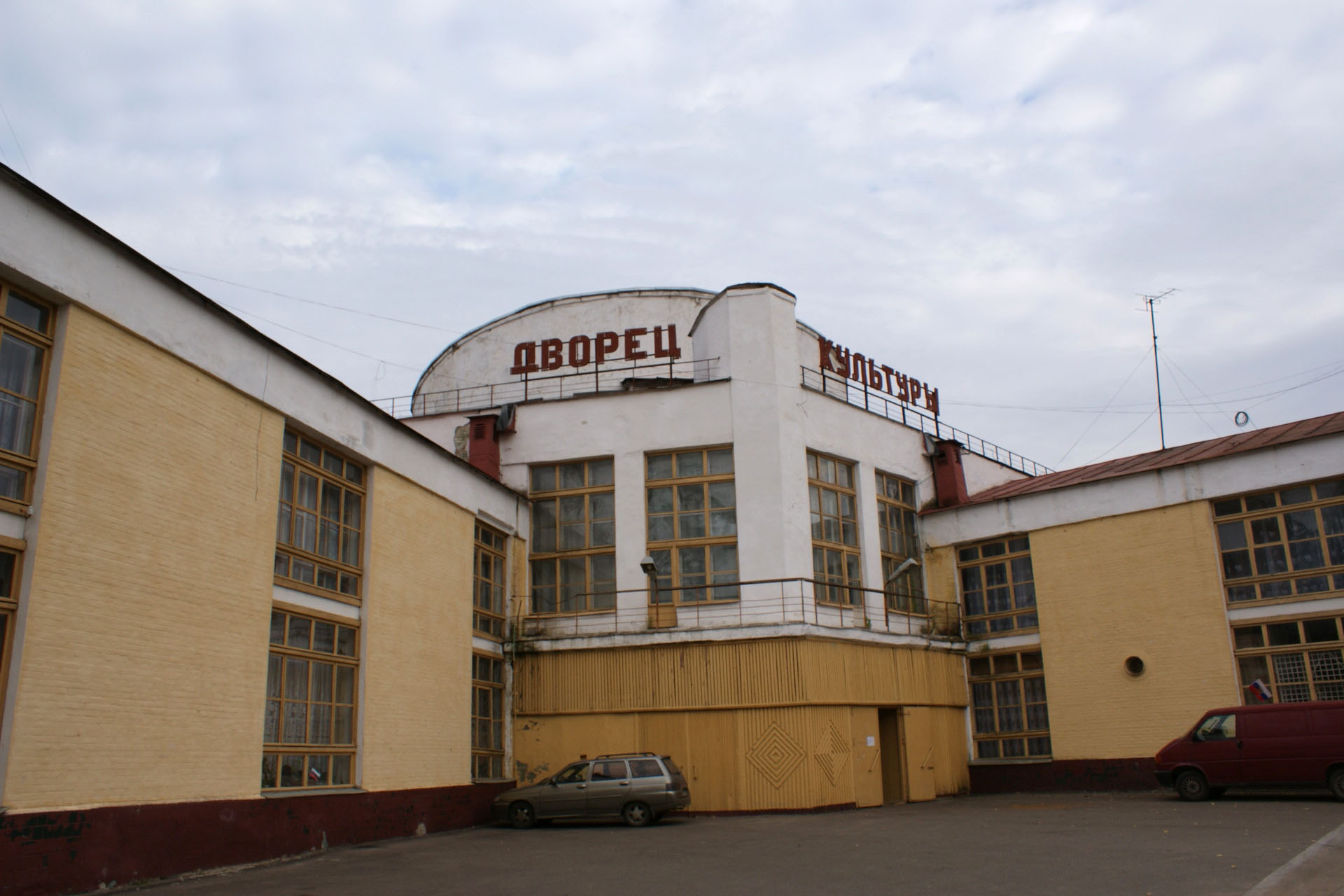
Головний фасад Палацу культури Дульовського заводу, арх. К. Мельников, 2008 рік.

- Фонд обмірних креслень історичних споруд
- Фонд виробів художнього металу
- Вироби з дерева
- Архітектурні моделі і проєкти
- Відділ текстилю (килими, гобелени, штори тощо).
- Історичні меблі
- Буд. матеріали (кераміка, кахлі, цегла)
- Фонд живопису
- Фонд фотодокументів
- Архітектурна грфіка часів СРСР
- Архіви архітекторів та реставраторів
- Трофейне мистецтво, вивезене з нацисської Німеччини
- Наукова бібліотека з архітектури
- Архіви
- Реставраційні майстерні

Музею як закладу не пощастило з часом заснування та функціонування в часи СРСР через ідейні утиски Компартії.
Музею і науково-дослідному центру, однак, пощастило мати серед працівників таких велетнів російської культури як О. Комеч чи В. Махнач. Саме до фондів Музею передали й унікальний архів відомого науковця і реставратора Барановського Петра Дмитровича.
Колекції музею відображають тисячолітній шлях розвитку архітектури на теренах Московії, Російської імперії, СРСР, капіталістичної Росії.

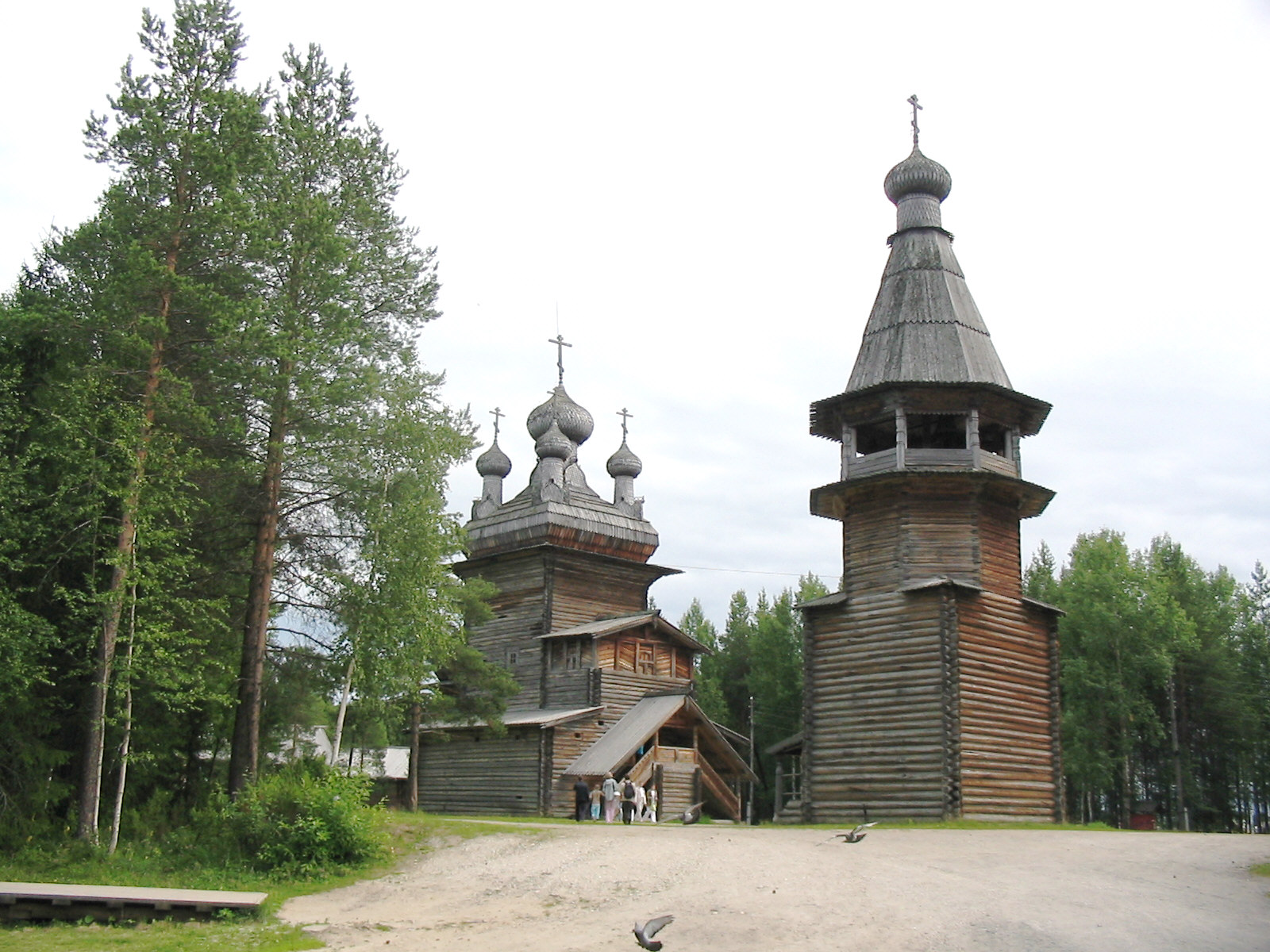
Церква та дзвіниця в заповіднику Малі Корели, Архангельська обл.
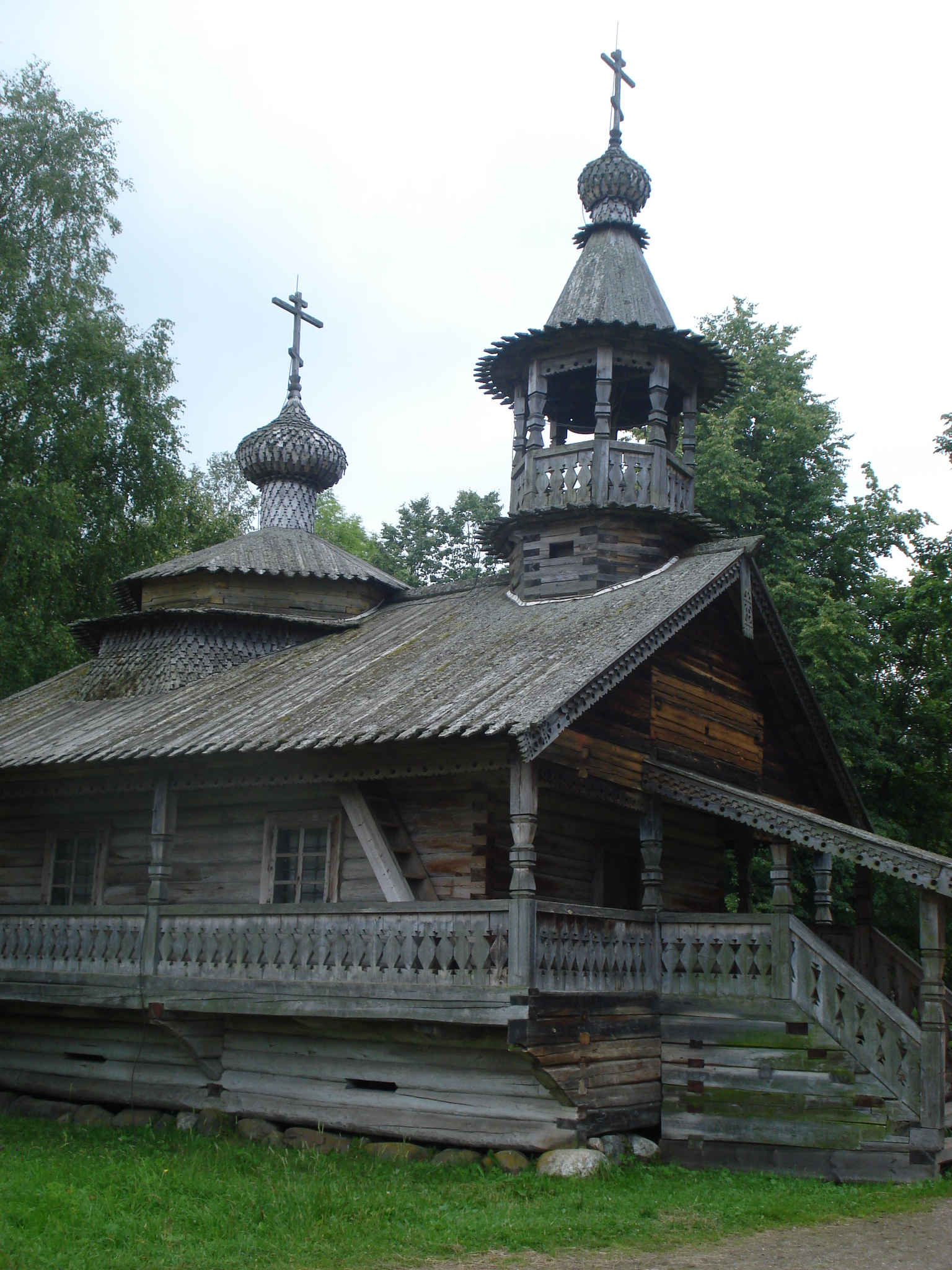
Дерев'яна каплиця з села Кашира, 18 століття.Музей Вітославлиці.
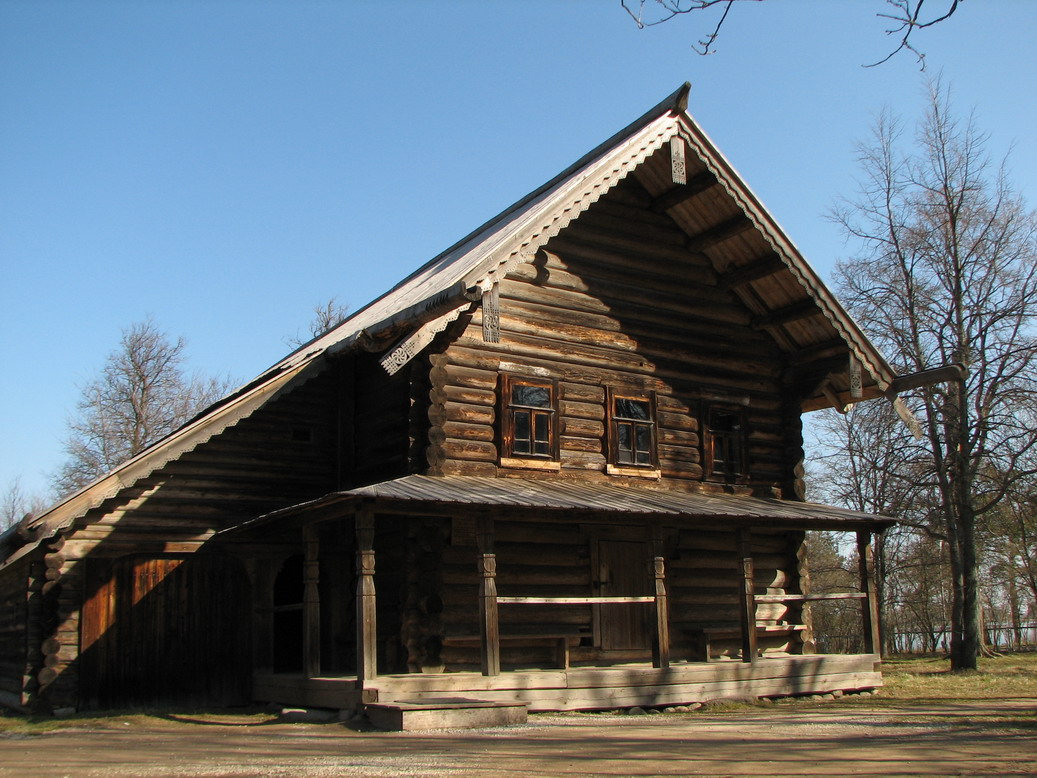
Музей Вітославлиці, великий Новгород.
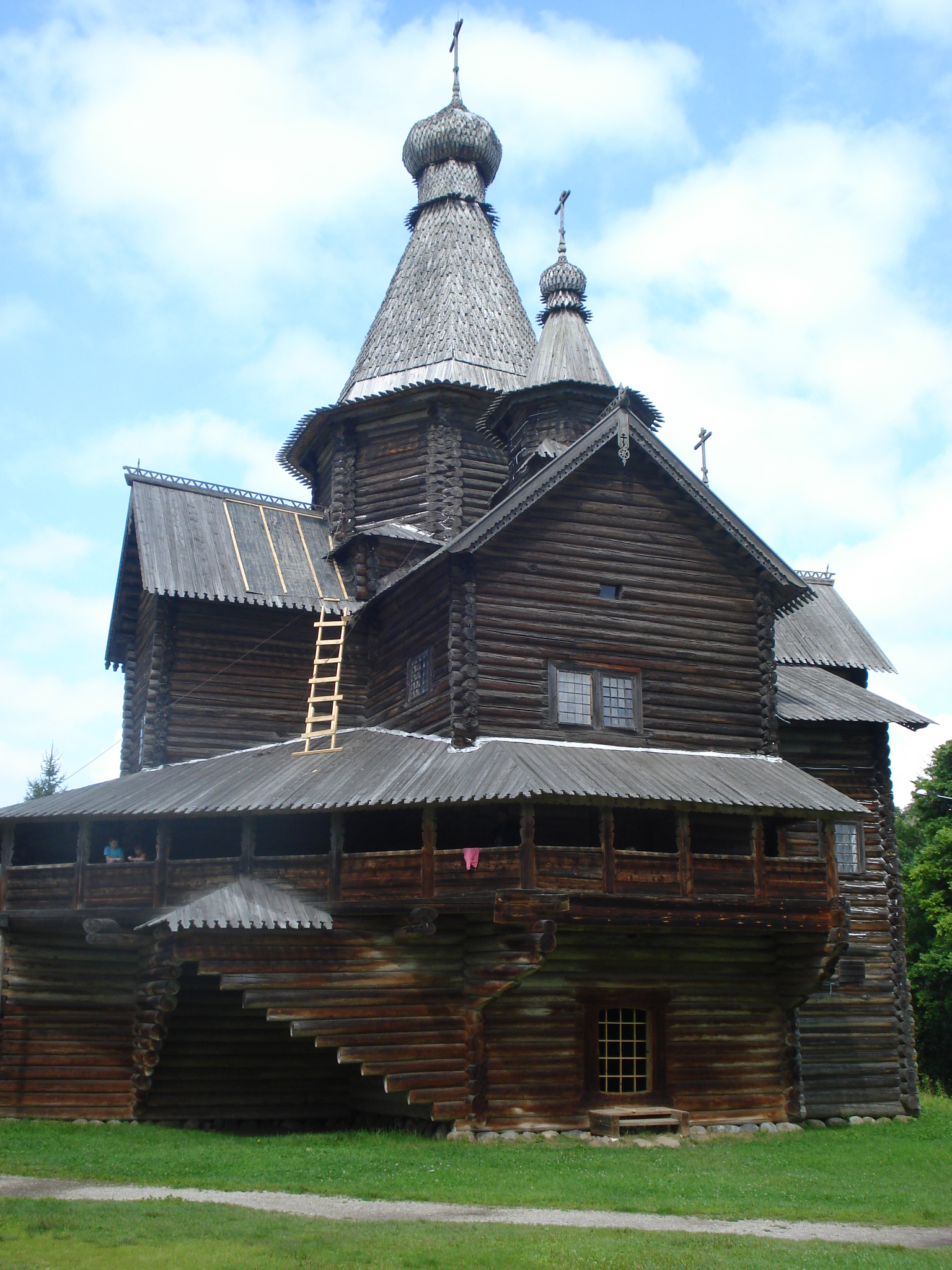
Церква Різдва Богородиці 1539 р.Музей Вітославлиці

### Архів П.Д.Барановського
Клопотаннями дочки архітектора до музею передано архів відомого науковця та реставратора П.Барановського. До його складу входять приватна бібліотека, матеріали експедицій дослідника, картини, меблі, ікони, макети архітектурних споруд. В архіві склалися досить повні комплекси документів для сотень пам'яток архітектури, що налічують обмірні креслення, фотофіксації, описи та проєкти їхньої реставрації.

### Відомі співпрацівники
- Балдін Віктор Іванович
- Комеч Олексій Ілліч
- Махнач Володимир Леонідович
- Гельфер Соломія Максимівна

### Головні напрямки діяльності
- Наукові дослідження
- колекційна праця для збільшення фондів
- наукове підґрунтя реставрації пам'яток
- виставкова діяльність

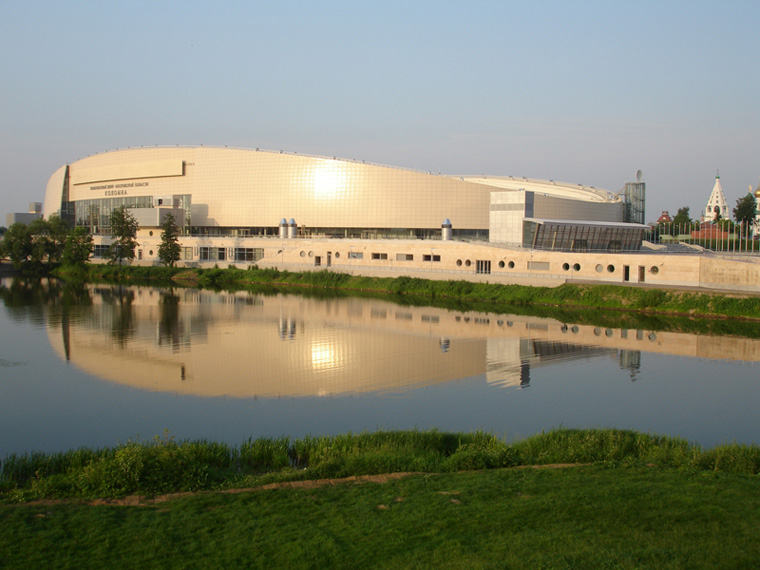
м. Коломна, Льодовий палац спорту,2006 рік
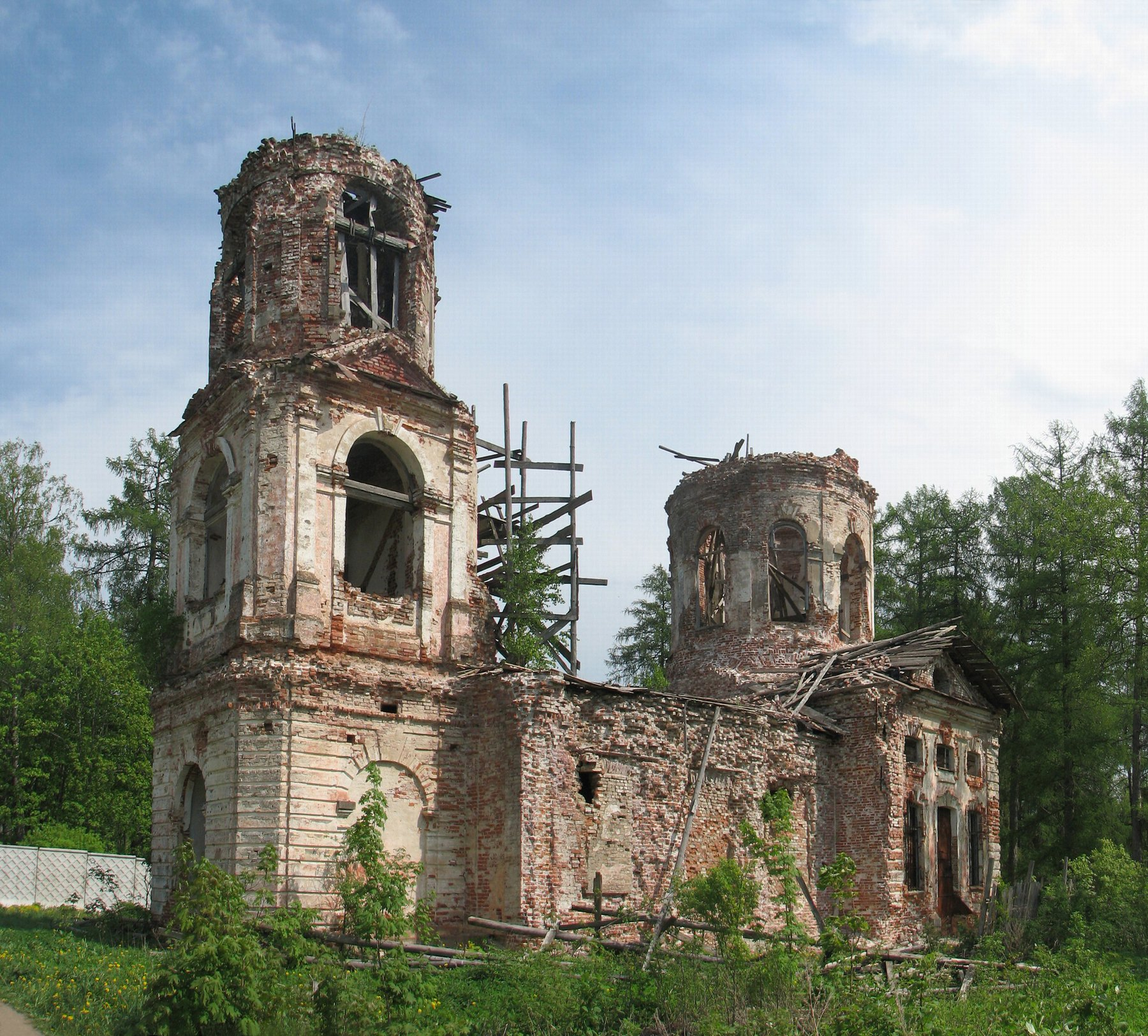
Церква в ім'я Володирської ікони Божої Матері, садиба Диліци-Єлизаветіно. Ленінградська обл, Росія, 2007 рік.
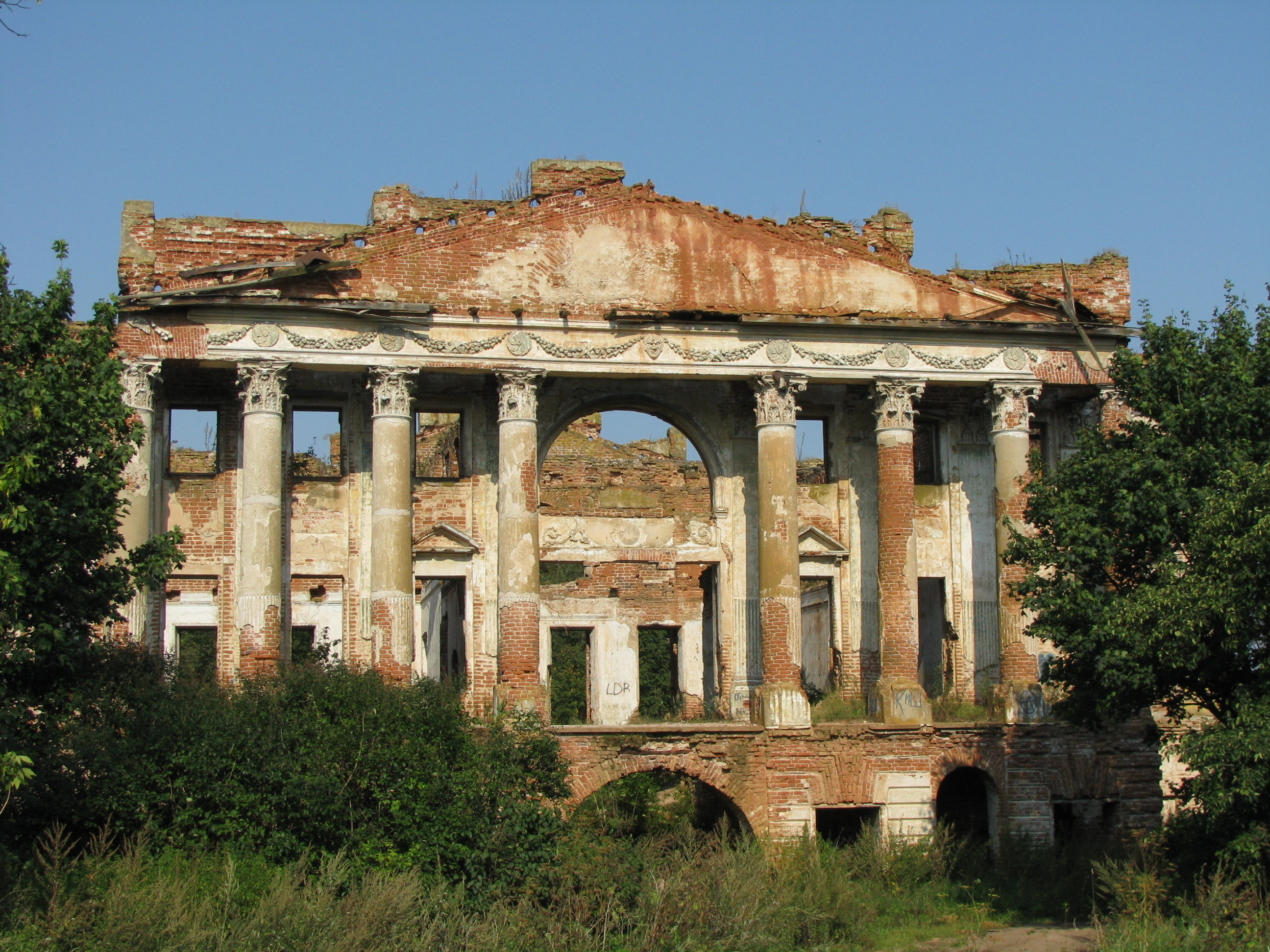
Садиба Вяземських, Пущіно на Нарі, Московська обл, Росія, 2008 рік.
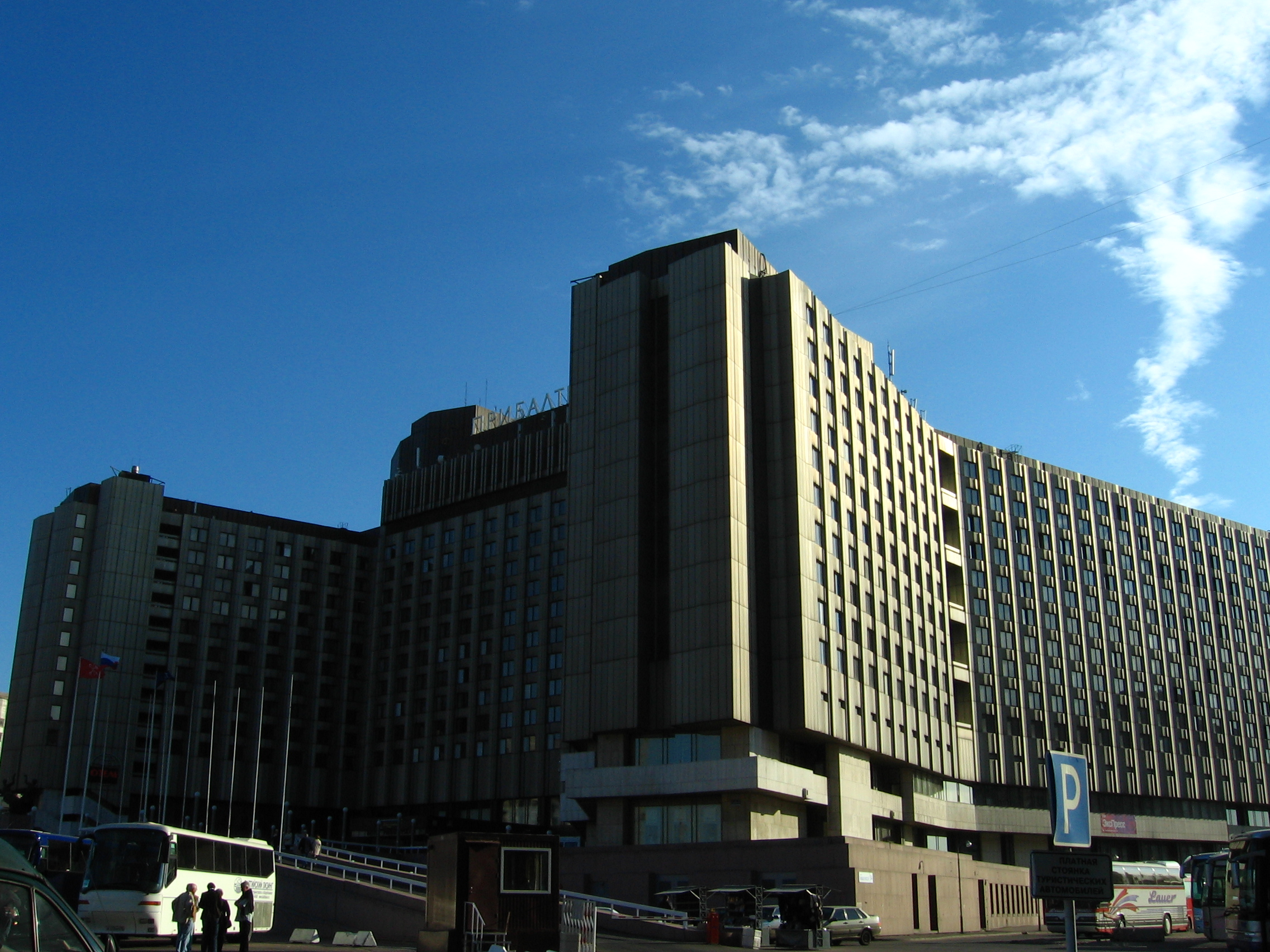
Петербург. Готель Прибалтийський

### Визнання владою
За наказом Президента РФ від 24 січня 1995 р. Музей архітектури отримав статус особливо цінного об'єкта культурної спадщини народів Російської Федерації.